# Reinga apica
Reinga apica là một loài nhện trong họ Amphinectidae. Loài này phân bố ở New Zealand.